# Тревор Лоуренс
Тревор Лоуренс (народився у 6 жовтня 1999) є колегіальним захисником американського футбольного клубу Clemson Tigers. Лоуренс був одним з найбільш високооплачуваних захисником за весь час американського футболу. Кілька фахівців називали його гравцем покоління "once in a generation" 

## Ранні роки
Лоуренс ходив у середню школу Картерсвілла в Картерсвіллі,у штаті Джорджія. Будучи юнаком у 2016 році, він став "Атлантським журналістом" гравцем року після завершення 250 з 406 пасів, 3990 дворів і 51 тачдаунів. Як другокурсник, він пройшов 3655 ярдів і 43 приземлення, а як першокурсник мав 3042 ярдів і 26 приземлень. У 2017 році Лоуренс побив штатний рекорд штату Джорджія за проходження вершин та приземлень, які раніше належали Дешауну Ватсону, який також грав за Clemson Tigers.
Лоуренс був п'ятизірковим початківцем і оцінюється як номер один у своєму класі Rivals.com, Scout.com і 247Sports.com. Лоуренс був лише п'ятим гравцем з 2002 року, консенсус № 1 в перспективі, поряд з Jadeveon Clowney, Вінс Янг, Ерні Сімс і Роберт Nkemdiche. Лоуренс йшов крок за кроком, як № 1 загальний плеєр у Rivals.com ТОП100, також вперше з Клуну і Нкмідіче.
Лоуренс вважається кращим захисником перспективи за весь час, Майк Фаррелл з суперників сказав наступне: "Він найособливіший захисник перспективи, якого я бачив за всі мої роки з-поміж моїх суперників. Джош Роузен звик отримувати цей титул, поки Лоуренс не прийшов.  Я ніколи не бачив когось з таким поєднанням: висотою, силою, точністю, бачення поля, мобільністю.
"Були деякі дивовижні таланти, які я бачив у суперників протягом багатьох років з різних навичок від Вінса Янга до Метью Стаффорда і багато інших, в тому числі Розен, але Лоуренс на зовсім іншому рівні. Кожен раз, коли я його бачу, він нагадує мені Пейтона Меннінга, не зважаючи на те, що він спортсмен з кращою рукою. Я не кажу такі речі часто, але цей хлопець особливий. Порівняння цілком доречні."
16 грудня, 2016, Лоуренс приєднується до Клемсонсонського університету, щоб грати в американський футбол.
| Назва | Рідне місто                                      | Середня школа / коледж  | Висота             | Вага               | Дата фіксації   |
| --- | ------------------------------------------------ | ----------------------- | ------------------ | ------------------ | --------------- |
| Тревор Лоуренс Дь | Cartersville, Штат Джорджія                      | Вища Школа Картерсвилле | 6 футів 6 (1.98 м) | 208 фунтів (94 кг) | 16 грудня, 2016 |
| Тревор Лоуренс Дь | Рекрутинг зірок: Rivals: Scout: 247Sports: ESPN: |                         |                    |                    |                 |
| В цілому рекрутингових рейтингах: |                                                  |                         |                    |                    |                 |
| - Примітка: у багатьох випадках,Scout, Rivals, 247Sports, and ESPN можуть конфліктувати на рахунок ваги та росту. - У цих випадках, були взяті середні показники. Оцінки ESPN оцінюються за 100 бальною шкалою Джерела: - "2018 Командному Заліку" [Архівовано 3 липня 2017 у Wayback Machine.]. Rivals.com. |                                                  |                         |                    |                    |                 |